# Droga krajowa B122 (Austria)
Droga krajowa B122 (Voralpen Straße) – droga krajowa w Austrii. Trasa zaczyna się na skrzyżowaniu z B121 na południe od miasta Amstetten i prowadzi w kierunku zachodnim do Steyr. Dalej arteria kieruje się do Kremsmünster i kończy bieg w pobliżu węzła z Autostradą Zachodnią w miejscowości Sattledt.

## Odgałęzienie B122a
Droga krajowa B122a – łącznik między trasą B122 a Steyrer Straße stanowiący północną obwodnicę miasta Steyr. Ma długość 4 kilometrów.